# María Teresa Chadwick Piñera
María Teresa Chadwick Piñera (Santiago, 1948) es una psicóloga y política chilena. Fue una de las fundadoras del Servicio Nacional de la Mujer (Sernam) de su país, ejerciendo como primera subdirectora de la institución, desde 1991 hasta 1994.

## Familia y estudios
Hija del matrimonio compuesto por el notario y consevador de bienes raíces Herman Chadwick Valdés; y Paulette Piñera Carvallo, ambos miembros de las prominentes familias Chadwick y Piñera. Es hermana del exministro del Interior, Andrés Chadwick, y del empresario Herman Chadwick Piñera, exvicepresidente del CNTV.
Es socióloga de la Pontificia Universidad Católica (PUC), de la que egresó a fines de los años 1960. Durante su paso por la universidad fue militante del Partido Socialista (PS) y, miembro del Movimiento de Acción Popular Unitaria (MAPU), ahí conoció a su futuro marido, el político DC José Antonio Viera-Gallo, con quién se casó en 1971, y tuvieron tres hijas; María Teresa, Manuela y María José. Con el golpe de Estado de 1973, se exiliaron en Italia.

## Trayectoria pública
Feminista, ha sido fundadora junto con Soledad Alvear y otras mujeres del Servicio Nacional de la Mujer (Sernam). Ahí se desempeñó como jefa de Relaciones Internacionales y Cooperación, y posteriormente asumió el cargo de subdirectora del mismo organismo, entre 1991 y 1994, bajo la presidencia de Patricio Aylwin.
También fue documentalista de la Escuela Vaticana Diplomática en Roma, Italia. De la misma manera, trabajó en Isis Internacional (Servicio Internacional de Comunicación e Información de las Mujeres), en el cargo de directora en Roma y en Santiago de Chile.
Posteriormente ejerció como representante de Chile ante la Comisión Interamericana de Mujeres (CIM), dependiente de la Organización de Estados Americanos (OEA). Fue directora ejecutiva nacional de la Fundación Integra, y secretaria ejecutiva del Consejo Nacional para el Control de Estupefacientes (CONACE), durante los gobiernos de los presidentes Ricardo Lagos y de Michelle Bachelet (2000-2010). Tras el ascenso al gobierno de Sebastián Piñera en marzo de 2010, se retiró de la vida pública.